# Alamo (Tennessee)
Alamo ist eine Town und gleichzeitig Verwaltungssitz (County Seat) des Crockett County im US-amerikanischen Bundesstaat Tennessee. Das U.S. Census Bureau hat bei der Volkszählung 2020 eine Einwohnerzahl von 2.336 ermittelt. 

## Geschichte
Die heutige Stadt wurde im Jahre 1855 unter dem Namen Cageville, benannt nach dem Einwohner Lycurgus Cage, gegründet. Nach der Gründung des Crockett County im Jahre 1871 wurde der Ort in den heutigen Namen abgeändert.